# Ла Пуебла де лос Инфантес
Ла Пуебла де лос Инфантес (на испански: La Puebla de los Infantes) е населено място и община в Испания. Намира се в провинция Севиля, в състава на автономната област Андалусия. Общината влиза в състава на района (комарка) Сиера Норте де Севиля. Заема площ от 155 km². Населението му е 3221 души (по преброяване от 2010 г.). Разстоянието до административния център на провинцията е 78 km.
За покровителка на града се смята Нуестра Сеньора де лас Уертас.

## Демография
| 1996 | 1998 | 1999 | 2000 | 2001 | 2002 | 2003 | 2004 | 2005 | 2006 |
| ---- | ---- | ---- | ---- | ---- | ---- | ---- | ---- | ---- | ---- |
| 3591 | 3464 | 3469 | 3462 | 3402 | 3361 | 3271 | 3291 | 3263 |      |